# Велике Родне
Велике Родне (на словенски: Velike Rodne) е село в Словения, Савински регион, община Рогашка Слатина. Според Националната статистическа служба на Република Словения през 2002 г. селото има 152 жители.